# Klaus Hoffmann (Beamter)

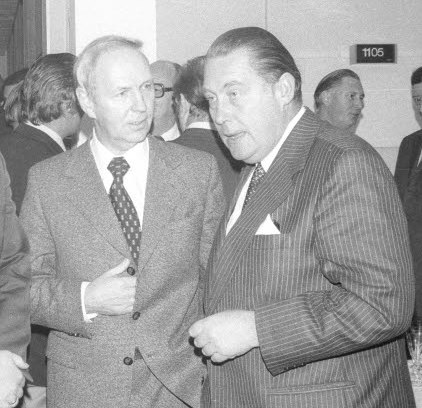
Klaus Hoffmann (re.) im Gespräch mit Stadtrat Fritz Quade bei der Eröffnung einer BfA-Beratungsstelle in Kiel (1976)

Klaus Hoffmann (* 13. April 1926 in Essen; † 23. September 2015 in Berlin) war ein deutscher Verwaltungsbeamter und langjähriger Präsident der Bundesversicherungsanstalt für Angestellte (BfA).

## Leben
Klaus Hoffmann entstammte einer Bergbaufamilie und wuchs im Essener Stadtteil Katernberg auf. Er leistete Kriegsdienst, geriet in Gefangenschaft und studierte nach 1945 Rechtswissenschaften an der Universität Mainz, die er mit dem Assessor-Examen abschloss.
Seine berufliche Laufbahn begann Hoffmann 1954 bei der damaligen Ruhrknappschaft in Bochum, in deren Geschäftsführung er 1961 berufen wurde. Daneben war er 1956 einer der Mitbegründer der Arbeitsgemeinschaft für Krebsbekämpfung und hatte dort den Posten eines geschäftsführenden Vorstandsmitglieds inne.
1968 erfolgte Hoffmanns Wahl in die Geschäftsführung der BfA, wo er zunächst die Leitung der Bereiche Finanzen und Vermögen sowie Rehabilitation übernahm. Vom März 1973 bis zum September 1988 fungierte er als deren Präsident. Während seiner Amtszeit war Hoffmann Mitinitiator der Einführung der Anschlussrehabilitation und in den 1970er- und 1980er-Jahren an den Rentenreformen beteiligt.

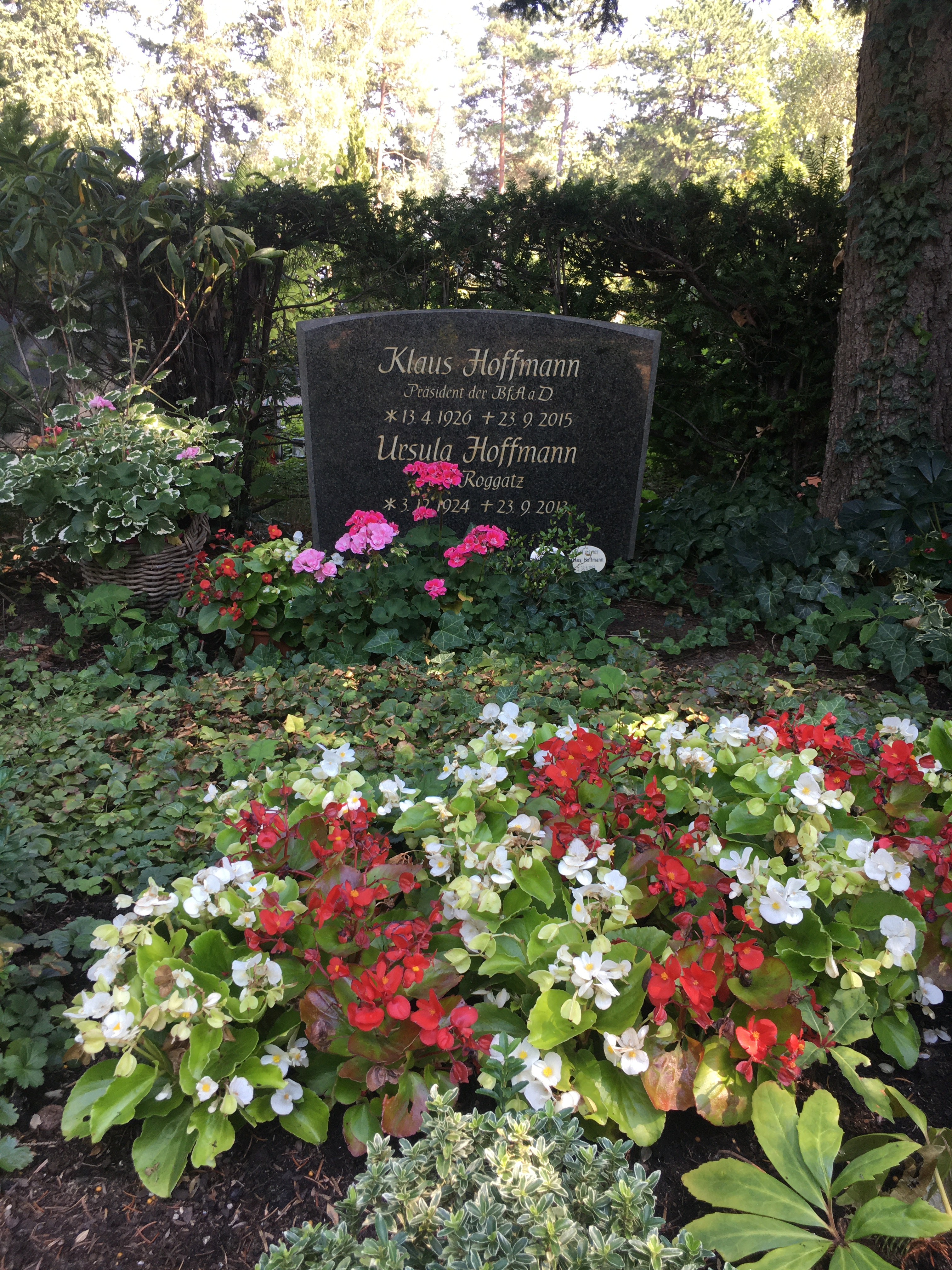
Grabstätte Klaus Hoffmann

Zum 30. September 1988 ging Hoffmann in den Ruhestand. Er verstarb am 23. September 2015 89-jährig in Berlin und wurde am 15. Oktober 2015 auf dem Friedhof Zehlendorf neben seiner Ehefrau Ursula beigesetzt, die auf den Tag genau zwei Jahre zuvor verstorben war (Grablage Feld 013-102).

## Auszeichnungen
- Verdienstkreuz 1. Klasse der Bundesrepublik Deutschland (1983)
- Bayerischer Verdienstorden (1987)
- Großes Verdienstkreuz der Bundesrepublik Deutschland (1988)
- Verdienstmedaille der Deutschen Rentenversicherung